# Cyrtauchenius terricola
Cyrtauchenius terricola is een spinnensoort uit de familie Cyrtaucheniidae. De soort komt voor in Algerije.